# Bagna (powiat chojnicki)
Bagna – wieś w województwie pomorskim, w powiecie chojnickim, w gminie Czersk. Miejscowość wchodzi w skład sołectwa Kurcze.
W latach 1975–1998 miejscowość administracyjnie należała do województwa bydgoskiego.